# Orrenaye
L'Orrenaye, anciennement Oronaye, est un torrent de France situé dans les Alpes-de-Haute-Provence, dans le massif de Chambeyron. Il naît au pied de la tête de Vauclave à la frontière italienne, forme le lac de l'Orrenaye au pied du col de Ruburent, descend le vallon de l'Orrenaye puis passe entre le Bec du Lièvre et la tête des Blaves avant de se jeter dans l'Ubayette au pied du col de Larche.